# Coll del Glandon
El coll del Glandon és un port de muntanya que es troba als Alps francesos, a 1.924 msnm, entre els massissos de Belledonne i Arves, al departament de la Savoia. El coll es troba tres quilòmetres a l'oest del coll de la Croix de Fer. La carretera va ser oberta el 1898, però fins al 1912 no es va fer la unió amb el coll de la Croix de Fer, permetent d'aquesta manera viatjar directament fins a Sent-Jian-de-Môrièna. El coll sol estar tancat per culpa de la neu entre novembre i mitjans de maig.

## Detalls de l'ascensió
Des de La Chambra (nord-est) l'ascensió es fa per la carretera D927 i consta de 21,3 km de llargada en què se superen 1.472 m de desnivell amb un pendent mitjà del 6,9%. El desnivell és major en els darrers quilòmetres d'ascensió, superant el 10% en els darrers 2 km i arribant fins al 12%.
Des de Le Bourg-d'Oisans la ruta segueix la carretera D1091 tot travessant la vall del Romanche abans d'incorporar-se a la D526 després de 8 quilòmetres. L'ascensió comença a l'embassament de Verney des d'on hi ha una 24,1 quilòmetres fins al cim, que s'aconsegueix poc després de l'encreuament amb la ruta del coll de la Croix de Fer. En aquests quilòmetres la ruta puja 1.152 m, amb un desnivell mitjà del 4,8%, tot i que hi ha trams de descans i d'altres amb desnivells que arriben a l'11,1%.

## El coll del Glandon al Tour de França
El coll del Glandon ha estat superat en 15 ocasions pel Tour de França. El vessant nord és considerat de categoria especial i el vessant sud de primera, tot i que en les edicions de 2013 i 2025 també fou considerat de categoria especial. El pas també ha estat superat conjuntament amb el coll de la Croix de Fer, però aleshores no puntua pel gran premi de la muntanya. Els ciclistes que han passat el coll en primera posició han estat:
| Ant  | Etapa | Categoria | Inici etapa             | Final etapa          | Líder al cim              |
| ---- | ----- | --------- | ----------------------- | -------------------- | ------------------------- |
| 2025 | 18    | HC        | Vif                     | Coll de la Loze      | Lenny Martinez (FRA)      |
| 2015 | 18    | HC        | Gap                     | Sent-Jian-de-Môrièna | Romain Bardet (FRA)       |
| 2013 | 19    | HC        | Le Bourg-d'Oisans       | Le Grand-Bornand     | Ryder Hesjedal (CAN)      |
| 2004 | 17    | 1         | Le Bourg-d'Oisans       | Le Grand-Bornand     | Gilberto Simoni (ITA)     |
| 2001 | 10    | HC        | Aix-les-Bains           | Alpe d'Huez          | Laurent Roux (FRA)        |
| 1997 | 14    | 1         | Le Bourg-d'Oisans       | Courchevel           | Richard Virenque (FRA)    |
| 1994 | 17    | 1         | Le Bourg-d'Oisans       | Val Thorens          | Richard Virenque (FRA)    |
| 1993 | 10    | 1         | Villard-de-Lans         | Serre-Chevalier      | Stefano Colagè (ITA)      |
| 1990 | 11    | 1         | Saint-Gervais-les-Bains | Alpe d'Huez          | Thierry Claveyrolat (FRA) |
| 1988 | 12    | HC        | Morzine                 | Alpe d'Huez          | Steven Rooks (NED)        |
| 1983 | 18    | 1         | Le Bourg-d'Oisans       | Morzine              | Serge Demierre (SUI)      |
| 1983 | 17    | 1         | La Tour-du-Pin          | Alpe d'Huez          | Lucien Van Impe (BEL)     |
| 1981 | 19    | HC        | Morzine                 | Alpe d'Huez          | Lucien Van Impe (BEL)     |
| 1977 | 17    | 1         | Chamonix                | Alpe d'Huez          | Lucien Van Impe (BEL)     |
| 1947 | 8     | 3         | Grenoble                | Briançon             | Edouard Klabinski (POL)   |